# 경쟁 균형
경쟁 균형(영어: Competitive equilibrium또는 왈라스 균형(Walrasian equilibrium))은 1951년 케네스 애로와 제라르 드브뢰가 도입한 경제적 균형의 개념으로, 가격이 유연하고 거래자가 많은 상품 시장 분석에 적합하며, 경제 분석에서 효율성의 벤치마크 역할을 한다. 이는 각 거래자가 시장에서 거래되는 총량에 비해 너무 작은 수량을 결정하여 개별 거래가 가격에 영향을 미치지 않는 완전 경쟁 환경을 가정하는 데 결정적으로 의존한다. 경쟁 시장은 다른 시장 구조가 평가되는 이상적인 기준이다.

## 정의
경쟁 균형(CE)은 두 가지 요소로 구성된다:
- 가격 함수 {\displaystyle P}. 이는 상품 묶음을 나타내는 벡터를 인수로 받아들이고, 해당 묶음의 가격을 나타내는 양의 실수 값을 반환한다. 일반적으로 가격 함수는 선형이며, 각 상품 유형에 대한 가격 벡터로 표현된다.
- 할당 행렬 {\displaystyle X}. 모든 {\displaystyle i\in 1,\dots ,n}에 대해, {\displaystyle X_{i}}는 에이전트 {\displaystyle i}에게 할당된 상품의 벡터이다.

이러한 요소들은 다음 요구 사항을 충족해야 한다:
- 만족 (시장-선호-자유): 모든 에이전트는 자신의 묶음을 다른 어떤 감당할 수 있는 묶음보다 약하게 선호한다:

{\displaystyle \forall i\in 1,\dots ,n}, 만약 {\displaystyle P(Y)\leq P(X_{i})}이면 {\displaystyle Y\preceq _{i}X_{i}}.
종종 초기 보유 행렬 {\displaystyle E}가 있다. 모든 {\displaystyle i\in 1,\dots ,n}에 대해 {\displaystyle E_{i}}는 에이전트 {\displaystyle i}의 초기 보유량이다. 이 경우, CE는 몇 가지 추가 요구 사항을 충족해야 한다:
- 시장 청산: 수요와 공급이 일치하며, 어떠한 품목도 생성되거나 파괴되지 않는다:

{\displaystyle \sum _{i=1}^{n}X_{i}=\sum _{i=1}^{n}E_{i}}.
- 개인 합리성: 모든 에이전트는 거래 전보다 거래 후에 더 나은 상태가 된다:

{\displaystyle \forall i\in 1,\dots ,n:X_{i}\succeq _{i}E_{i}}.
- 예산 균형: 모든 에이전트는 자신의 보유량을 감안하여 할당량을 감당할 수 있다:

{\displaystyle \forall i\in 1,\dots ,n:P(X_{i})\leq P(E_{i})}.

### 정의 2
이 정의는 여러 상품 배열이 동등하게 매력적일 수 있는 가능성을 명시적으로 허용한다. 또한 가격이 0일 때도 마찬가지다. 대안적인 정의는 수요 집합의 개념에 의존한다. 가격 함수 P와 효용 함수 U를 가진 에이전트가 주어졌을 때, 특정 상품 묶음 x는 다음 경우에 에이전트의 수요 집합에 속한다: {\displaystyle U(x)-P(x)\geq U(y)-P(y)} (다른 모든 묶음 y에 대해). 경쟁 균형은 가격 함수 P와 할당 행렬 X로 구성되며, 다음을 만족한다:
- X에 의해 각 에이전트에게 할당된 묶음은 가격 벡터 P에 대한 해당 에이전트의 수요 집합에 속한다;
- 양의 가격을 가진 모든 상품은 완전히 할당된다 (즉, 할당되지 않은 모든 품목의 가격은 0이다).

### 근사 균형
경우에 따라 합리성 조건이 완화된 균형을 정의하는 것이 유용하다. 양의 값 {\displaystyle \epsilon } (통화 단위, 예를 들어 달러로 측정됨)이 주어졌을 때, 가격 벡터 {\displaystyle P}와 묶음 {\displaystyle x}가 있다면, {\displaystyle P_{\epsilon }^{x}}을 {\displaystyle x}에 있는 모든 품목이 {\displaystyle P}에서 가진 동일한 가격을 가지며, {\displaystyle x}에 없는 모든 품목은 {\displaystyle P}에서의 가격보다 {\displaystyle \epsilon }만큼 더 높은 가격이 매겨진 가격 벡터로 정의한다.
{\displaystyle \epsilon }-경쟁 균형에서, 에이전트에게 할당된 묶음 {\displaystyle x}는 수정된 가격 벡터 {\displaystyle P_{\epsilon }^{x}}에 대한 해당 에이전트의 수요 집합에 속해야 한다.
이 근사는 매수/매도 수수료가 있을 때 현실적이다. 예를 들어, 에이전트가 품목의 가격 외에 품목 한 단위를 구매하는 데 {\displaystyle \epsilon } 달러를 지불해야 한다고 가정해 보자. 해당 에이전트는 현재 묶음이 가격 벡터 {\displaystyle P_{\epsilon }^{x}}에 대한 수요 집합에 있는 한 그것을 유지할 것이다. 이는 균형을 더욱 안정적으로 만든다.

## 예시
다음 예시들은 제인과 켈빈 두 에이전트, 바나나(x)와 사과(y) 두 가지 재화가 있고 화폐가 없는 교환 경제를 다룬다.
1. 그래픽 예시: 초기 할당이 X 지점이라고 가정해 보자. 이 지점에서 제인은 켈빈보다 사과를 더 많이 가지고 있고, 켈빈은 제인보다 바나나를 더 많이 가지고 있다.
제인의 무차별 곡선 {\displaystyle J_{1}}과 켈빈의 무차별 곡선 {\displaystyle K_{1}}을 보면 이것이 균형이 아님을 알 수 있다. 즉, 두 에이전트 모두 {\displaystyle P_{x}}와 {\displaystyle P_{y}} 가격에서 서로 거래할 의향이 있다. 거래 후, 제인과 켈빈 모두 더 높은 효용 수준을 나타내는 무차별 곡선 {\displaystyle J_{2}}와 {\displaystyle K_{2}}로 이동한다. 새로운 무차별 곡선들은 E 지점에서 교차한다. 두 곡선의 접선 기울기는 -{\displaystyle P_{x}/P_{y}}와 같다.
그리고 {\displaystyle MRS_{Jane}=P_{x}/P_{y}};
{\displaystyle MRS_{Kelvin}=P_{x}/P_{y}}.
제인의 한계대체율(MRS)은 켈빈의 한계대체율과 같다. 따라서 두 개인 사회는 파레토 최적에 도달하며, 이는 다른 사람을 더 나쁘게 만들지 않고서는 제인이나 켈빈을 더 좋게 만들 방법이 없음을 의미한다.
2. 산술 예시::322–323 두 에이전트가 모두 콥-더글라스 효용 함수를 가진다고 가정하자:
{\displaystyle u_{J}(x,y)=x^{a}y^{1-a}}
{\displaystyle u_{K}(x,y)=x^{b}y^{1-b}}
여기서 {\displaystyle a,b}는 상수이다.
초기 보유량은 {\displaystyle E=[(1,0),(0,1)]}이라고 가정한다.
x에 대한 제인의 수요 함수는 다음과 같다:
{\displaystyle x_{J}(p_{x},p_{y},I_{J})={\frac {a\cdot I_{J}}{p_{x}}}={\frac {a\cdot (1\cdot p_{x})}{p_{x}}}=a}
x에 대한 켈빈의 수요 함수는 다음과 같다:
{\displaystyle x_{K}(p_{x},p_{y},I_{K})={\frac {b\cdot I_{K}}{p_{x}}}={\frac {b\cdot p_{y}}{p_{x}}}}
x에 대한 시장 청산 조건은 다음과 같다:
{\displaystyle x_{J}+x_{K}=E_{J,x}+E_{K,x}=1}
이 방정식은 균형 가격 비율을 산출한다:
{\displaystyle {\frac {p_{y}}{p_{x}}}={\frac {1-a}{b}}}
y에 대해서도 유사한 계산을 할 수 있지만, 왈라스의 법칙이 결과가 동일할 것을 보장하기 때문에 필요하지 않다. CE에서는 상대 가격만 결정된다는 점에 유의한다; 예를 들어 {\displaystyle p_{x}+p_{y}=1}을 요구함으로써 가격을 정규화할 수 있다. 그러면 {\displaystyle p_{x}={\frac {b}{1+b-a}},p_{y}={\frac {1-a}{1+b-a}}}를 얻는다. 하지만 다른 어떤 정규화도 작동할 것이다.
3. 비존재 예시: 에이전트들의 효용이 다음과 같다고 가정하자:
{\displaystyle u_{J}(x,y)=u_{K}(x,y)=\max(x,y)}
그리고 초기 보유량은 [(2,1),(2,1)]이다.
CE에서는 모든 에이전트가 x만 또는 y만 가지고 있어야 한다 (다른 상품은 효용에 아무런 기여를 하지 않으므로 에이전트는 그것을 교환해 버리고 싶어할 것이다). 따라서 가능한 CE 할당은 [(4,0),(0,2)]와 [(0,2),(4,0)]뿐이다. 에이전트들이 동일한 소득을 가지므로, 필연적으로 {\displaystyle p_{y}=2p_{x}}가 된다. 하지만 그렇다면 y 2단위를 가진 에이전트는 그것을 x 4단위로 교환하기를 원할 것이다.
4. 선형 효용과 관련된 존재 및 비존재 예시는 선형 효용#예시를 참조한다.

### 분할 불가능한 품목
경제에 분할 불가능한 품목이 있는 경우, 일반적으로 화폐도 분할 가능하다고 가정한다. 에이전트들은 준선형 효용 함수를 가지는데, 이는 그들의 효용이 가진 화폐의 양과 보유한 품목 묶음으로부터 얻는 효용을 합한 것이다.
A. 단일 품목: 앨리스는 자신이 10으로 평가하는 자동차를 가지고 있다. 밥은 차가 없지만, 앨리스의 차를 20으로 평가한다. 가능한 CE는 다음과 같다: 자동차 가격은 15이고, 밥이 차를 받고 앨리스에게 15를 지불한다. 이것은 시장이 청산되고 두 에이전트 모두 초기 묶음보다 최종 묶음을 선호하기 때문에 균형이다. 사실, 10에서 20 사이의 모든 가격은 동일한 할당으로 CE 가격이 될 것이다. 자동차가 앨리스에게 처음부터 있던 것이 아니라 앨리스와 밥 모두 구매자인 경매에 나온 경우에도 동일한 상황이 적용된다: 자동차는 밥에게 돌아가고 가격은 10에서 20 사이가 될 것이다.
반면에 10 미만의 가격은 초과 수요(앨리스와 밥 모두 그 가격에 차를 원함)가 있기 때문에 균형 가격이 아니며, 20을 초과하는 가격은 초과 공급(앨리스와 밥 모두 그 가격에 차를 원하지 않음)이 있기 때문에 균형 가격이 아니다.
이 예시는 이중 경매의 특수한 경우이다.
B. 대체재: 자동차와 말이 경매에서 팔린다. 앨리스는 운송수단에만 관심이 있어, 그녀에게 이들은 완벽한 대체재이다: 말로부터 효용 8, 자동차로부터 효용 9를 얻고, 둘 다 가지면 자동차만 사용하므로 효용은 9이다. 밥은 말로부터 효용 5, 자동차로부터 효용 7을 얻지만, 둘 다 가지면 말을 애완동물로도 좋아하기 때문에 효용은 11이다. 이 경우 균형을 찾기가 더 어렵다 (아래 참조). 가능한 균형은 앨리스가 말을 5에 사고 밥이 자동차를 7에 사는 것이다. 밥은 추가 효용이 4에 불과한 말에 5를 지불하기를 원치 않을 것이고, 앨리스는 추가 효용이 1에 불과한 자동차에 7을 지불하기를 원치 않을 것이므로 이것은 균형이다.
C. 보완재: 말과 마차가 경매에서 팔린다. 잠재적 구매자는 AND와 XOR 두 명이다. AND는 말과 마차를 함께 가질 때만 관심을 가지며, 둘 다 가질 때 {\displaystyle v_{and}}의 효용을 얻지만 둘 중 하나만 가질 때는 0의 효용을 얻는다. XOR은 말이나 마차 중 하나를 원하지만 둘 다 필요하지는 않다. 둘 중 하나를 가질 때 {\displaystyle v_{xor}}의 효용을 얻고, 둘 다 가질 때도 동일한 효용을 얻는다. 이 경우, {\displaystyle v_{and}<2v_{xor}}일 때 경쟁 균형이 존재하지 않는다. 즉, 시장을 청산할 가격이 없다. 증명: 가격의 합(말 가격 + 마차 가격)에 대한 다음 옵션들을 고려한다:
- 합계가 {\displaystyle v_{and}}보다 작다. 그러면 AND는 두 품목을 모두 원한다. 적어도 한 품목의 가격이 {\displaystyle v_{xor}}보다 작으므로, XOR은 그 품목을 원하며, 따라서 초과 수요가 발생한다.
- 합계가 정확히 {\displaystyle v_{and}}이다. 그러면 AND는 두 품목을 모두 사는 것과 아무 품목도 사지 않는 것 사이에서 무차별하다. 그러나 XOR은 여전히 정확히 한 품목을 원하므로, 초과 수요 또는 초과 공급이 발생한다.
- 합계가 {\displaystyle v_{and}}보다 많다. 그러면 AND는 아무 품목도 원치 않고 XOR은 여전히 최대 단일 품목만 원하므로, 초과 공급이 발생한다.

D. 단위 수요 소비자: n명의 소비자가 있다. 각 소비자에게는 {\displaystyle i=1,...,n}의 인덱스가 있다. 단일 유형의 상품이 있다. 각 소비자 {\displaystyle i}는 최대 단일 단위의 상품을 원하며, 이는 그에게 {\displaystyle u(i)}의 효용을 준다. 소비자들은 {\displaystyle u}가 약하게 증가하는 함수가 되도록 정렬된다. 공급이 {\displaystyle k\leq n} 단위인 경우, {\displaystyle u(n-k)\leq p\leq u(n-k+1)}을 만족하는 모든 가격 {\displaystyle p}는 균형 가격이다. 왜냐하면 상품을 구매하려는 소비자 또는 구매 여부에 무차별한 소비자가 k명 있기 때문이다. 공급 증가는 가격 하락을 유발한다는 점에 유의한다.

## 경쟁 균형의 존재

### 가분 자원
애로-드브뢰 모형은 다음과 같은 조건을 만족하는 가분 상품을 가진 모든 교환 경제에 경쟁 균형이 존재함을 보여준다:
- 모든 에이전트는 엄격하게 볼록 선호를 가진다;
- 모든 상품은 바람직하다. 이는 만약 어떤 상품 {\displaystyle j}가 무료로 제공된다면 ({\displaystyle p_{j}=0}), 모든 에이전트가 그 상품을 가능한 한 많이 원한다는 것을 의미한다.

증명은 여러 단계로 진행된다.:319–322
A. 구체적으로, {\displaystyle n}명의 에이전트와 {\displaystyle k}개의 가분 상품이 있다고 가정한다. 가격의 합이 1이 되도록 정규화한다. 즉, {\displaystyle \sum _{j=1}^{k}p_{j}=1}. 그러면 모든 가능한 가격의 공간은 {\displaystyle \mathbb {R} ^{k}} 내의 {\displaystyle k-1}차원 단위 심플렉스이다. 이 심플렉스를 가격 심플렉스라고 부른다.
B. {\displaystyle z}를 초과 수요 함수라고 하자. 이는 초기 보유량 {\displaystyle E}가 상수로 유지될 때 가격 벡터 {\displaystyle p}의 함수이다:
{\displaystyle z(p)=\sum _{i=1}^{n}{x_{i}(p,p\cdot E_{i})-E_{i}}}
에이전트들이 엄격하게 볼록 선호를 가질 때, 마샬 수요 함수는 연속적임이 알려져 있다. 따라서 {\displaystyle z}도 {\displaystyle p}의 연속 함수이다.
C. 가격 심플렉스에서 자기 자신으로의 다음 함수를 정의한다:
{\displaystyle g_{i}(p)={\frac {p_{i}+\max(0,z_{i}(p))}{1+\sum _{j=1}^{k}\max(0,z_{j}(p))}},\forall i\in 1,\dots ,k}
이것은 연속 함수이므로 브라우어르 고정점 정리에 의해 다음을 만족하는 가격 벡터 {\displaystyle p^{*}}가 존재한다:
{\displaystyle p^{*}=g(p^{*})}
따라서,
{\displaystyle p_{i}^{*}={\frac {p_{i}+\max(0,z_{i}(p))}{1+\sum _{j=1}^{k}\max(0,z_{j}(p))}},\forall i\in 1,\dots ,k}
D. 왈라스의 법칙과 약간의 대수학을 사용하여, 이 가격 벡터에 대해 어떤 상품에도 초과 수요가 없음을 보일 수 있다. 즉,
{\displaystyle z_{j}(p^{*})\leq 0,\forall j\in 1,\dots ,k}
E. 바람직성 가정은 모든 상품이 엄격하게 양의 가격을 가진다는 것을 의미한다:
{\displaystyle p_{j}>0,\forall j\in 1,\dots ,k}
왈라스의 법칙에 의해 {\displaystyle p^{*}\cdot z(p^{*})=0}이다. 그러나 이는 위 부등식이 등식이 되어야 함을 의미한다:
{\displaystyle z_{j}(p^{*})=0,\forall j\in 1,\dots ,k}
이는 {\displaystyle p^{*}}가 경쟁 균형의 가격 벡터임을 의미한다.
선형 효용은 약하게만 볼록이므로 애로-드브뢰 모형에 해당하지 않는다는 점에 유의한다. 그러나 데이비드 게일은 특정 조건을 만족하는 모든 선형 교환 경제에 경쟁 균형이 존재함을 증명했다. 자세한 내용은 선형 효용#경쟁 균형의 존재를 참조한다.
시장 균형을 계산하는 알고리즘은 market equilibrium computation에 설명되어 있다.

### 분할 불가능한 품목
위 예시에서 경쟁 균형은 품목이 대체재일 때는 존재했지만, 보완재일 때는 존재하지 않았다. 이는 우연이 아니다.
두 재화 X와 Y에 대한 효용 함수가 주어졌을 때, 해당 재화가 약한 총 대체재(GS)라고 함은 그것들이 독립재이거나 총 대체재이되, 보완재는 아님을 의미한다. 즉, {\displaystyle {\frac {\Delta {\text{demand}}(X)}{\Delta {\text{price}}(Y)}}\geq 0}이다. 다시 말해, Y의 가격이 오르면 X의 수요는 일정하게 유지되거나 증가하지만, 감소하지는 않는다. Y의 가격이 내리면 X의 수요는 일정하게 유지되거나 감소한다.
효용 함수가 GS라고 함은 이 효용 함수에 따라 모든 서로 다른 재화 쌍이 GS임을 의미한다. GS 효용 함수를 사용할 때, 주어진 가격 벡터에서 에이전트가 수요 집합을 가지고 있고, 일부 품목의 가격이 상승하면, 에이전트는 가격이 일정하게 유지된 모든 품목을 포함하는 수요 집합을 가진다. 그는 더 비싸진 품목을 원하지 않기로 결정할 수도 있고, 대신 다른 품목(대체재)을 원하기로 결정할 수도 있지만, 가격이 변하지 않은 세 번째 품목을 원하지 않기로 결정해서는 안 된다.
모든 에이전트의 효용 함수가 GS일 때, 경쟁 균형은 항상 존재한다.
더 나아가, GS 평가 집합은 경쟁 균형의 존재가 보장되는 단위 수요 평가를 포함하는 가장 큰 집합이다. 어떤 비-GS 평가에 대해서도, 해당 비-GS 평가와 결합될 경우 경쟁 균형이 존재하지 않는 단위 수요 평가가 존재한다.
특정 종류의 시장에서 경쟁 균형을 찾는 계산 문제에 대해서는 피셔 시장#분할 불가능을 참조한다.

### 경쟁 균형과 배분 효율성
후생경제학의 기본 정리에 따르면, 모든 CE 할당은 파레토 최적이며, 모든 효율적인 할당은 경쟁 균형에 의해 지속 가능할 수 있다. 더욱이, 배리언의 정리에 의해, 모든 에이전트가 동일한 소득을 가지는 CE 할당은 또한 선호-자유적이다.
경쟁 균형에서 사회가 재화에 부여하는 가치는 그것을 생산하기 위해 포기된 자원의 가치와 동등하다(한계 편익은 한계 비용과 같다). 이는 배분 효율성을 보장한다: 사회가 재화의 다른 단위에 부여하는 추가 가치는 사회가 그것을 생산하기 위해 자원에서 포기해야 하는 것과 같다.
미시경제학 분석은 부가적인 효용을 가정하지 않으며, 어떤 개인 간 효용 상충도 가정하지 않는다. 따라서 효율성은 파레토 개선의 부재를 의미한다. 그것은 할당의 공정성(즉, 분배 정의 또는 형평성의 의미에서)에 대해 어떤 의견도 제시하지 않는다. 효율적인 균형은 한 플레이어가 모든 재화를 가지고 있고 다른 플레이어는 아무것도 없는 경우일 수 있으며(극단적인 예시), 이는 파레토 개선을 찾을 수 없다는 점에서 효율적이다. 즉, 모든 플레이어(이 경우 모든 것을 가진 플레이어 포함)를 더 나은 상태로 만들 수 없거나(엄격한 파레토 개선의 경우) 더 나쁜 상태로 만들지 않는다.

### 분할 불가능 품목 할당을 위한 후생 정리
분할 불가능 품목의 경우, 두 후생 정리에 대한 다음의 강력한 버전이 있다.
1. 모든 경쟁 균형은 품목의 모든 현실적인 할당뿐만 아니라 모든 분수 할당에 대해서도 사회 후생(효용의 합)을 극대화한다. 즉, 품목의 일부를 다른 사람들에게 할당할 수 있다 하더라도, 전체 품목만 할당되는 경쟁 균형보다 더 나은 결과를 얻을 수는 없다.
2. 만약 사회 후생을 극대화하는 정수 할당(분수 할당 없음)이 존재한다면, 그 할당을 가진 경쟁 균형이 존재한다.

## 균형 찾기
분할 불가능 품목 할당의 경우, 모든 에이전트의 효용 함수가 GS이고(따라서 균형이 존재하는 경우), 오름차 경매를 사용하여 경쟁 균형을 찾을 수 있다. 오름차 경매에서 경매인은 처음에 0인 가격 벡터를 공표하고, 구매자들은 이 가격 하에서 가장 선호하는 묶음을 선언한다. 각 품목이 최대 한 명의 입찰자에게만 원하는 경우, 품목은 분할되고 경매는 종료된다. 하나 이상의 품목에 초과 수요가 있는 경우, 경매인은 과도하게 수요되는 품목의 가격을 소액(예: 1달러) 인상하고, 구매자들은 다시 입찰한다.
문헌에서 여러 가지 오름차 경매 메커니즘이 제안되었다. 이러한 메커니즘은 종종 왈라스 경매, 왈라스 타토느망 또는 영국식 경매라고 불린다.

## 같이 보기
- 선호-자유 가격 책정 - 일부 품목이 할당되지 않은 채로 남아 있을 수 있는 왈라스 균형의 완화된 형태.
- 피셔 시장 - 단일 판매자와 다수의 구매자로 구성된 단순화된 시장 모형으로, CE를 효율적으로 계산할 수 있다.
- 배분 효율성
- 경제적 균형
- 일반균형이론
- 왈라스 경매